# Криваче (Доњи Вакуф)
Криваче је насељено место у Босни и Херцеговини у општини Доњи Вакуф. Административно припада Федерацији Босне и Херцеговине, односно њеном Средњобосанском кантону. Према попису становништва из 2013. у насељу је живело 86 становника, а већину популације чинили су Бошњаци. До 1991. године село Криваче је било део села Бабин Поток.

## Становништво
По последњем службеном попису становништва из 2013. године у насељу Криваче живело је 86 становника. Етничку већину у селу чине Бошњаци, а пре рата село је било етнички хетерогено.
| Националност | 2013. | 1991.       | 1981. | 1971. |
| Бошњаци      | —     | 53 (57,61%) | —     | —     |
| Срби         | —     | 37 (40,22%) | —     | —     |
| Хрвати       | —     | 1 (1,08%)   | —     | —     |
| Југословени  | —     | —           | —     | —     |
| остали       | —     | 1 (1,08%)   | —     | —     |
| Укупно       | 86    | 92          | —     | —     |